# 徒単貞
徒単 貞（とぜん てい、? - 大定22年11月9日（1182年12月6日））は、金の貴族・政治家。女真名は特思。子は陀補火・慎思・十六。娘は孝懿皇后。章宗の母方の祖父であり、熙宗を殺害した10人の一人である。

## 生涯
徒単貞の祖父の徒単抄は、太祖に従って遼制圧に功を上げ、世襲猛安を授けられた人物であり、父の婆盧火も戦功を重ねて開府儀同三司に登り詰めた人物だった。父祖の功績もあって、徒単貞は遼王宗幹の娘、すなわち海陵王の同母妹を娶った。海陵王からすれば乳兄弟のような一番近い家臣であり、海陵王が起こした熙宗殺害に徒単貞が携わるのは当然の成り行きだったといえる。
熙宗が殺害されて海陵王が即位すると、妻は平陽長公主に封じられ、徒単貞はまず左衛将軍に、また駙馬都尉・都点検といった具合に要職を歴任していく。しかし、海陵王からすればいささか問題のある人物だったようで、都点検を下ろされて降格したかと思えば「以後、謹んで職務励むよう期待する。さもなくば郷里に帰ることになるぞ」の訓戒の言葉と共に再び都点検に復帰し、枢密副史になるなど浮沈の激しい官僚生活を送ることになる。
正隆6年（1161年）正月4日の立春節、禁酒令が出されていたにもかかわらず、益都尹完顔京（宋王宗望の子）・安武軍節度使完顔爽（太祖の子の衛王宗強の子）・金吾上将軍阿速たちと飲み会をしていたのが発覚した。叱責の後、徒単貞は杖刑70打、それ以外の3人は100打の刑を受け、徒単貞は安武軍節度使に降格した。しかし、御史大夫を拝命すると左監軍となり、伐宋戦に従軍する。宋軍に敗北するなど苦戦をするが、兵変での海陵王殺害に巻き込まれずに帰国できた。
世宗の治世になると、娘の徒単夫人（後の孝懿皇后）が皇太子允恭の妃に選ばれたことから太原尹になるが、不法に蓄財したことを告発されて博州防禦使に降格、妻も清平県主に降格してしまう。その後、振武軍節度使に転任し、さらに河中尹、そして東京留守となる。妻も任国公主へと再び位階が上がる。そして、多数の財宝を賜わったが、海陵王が庶人に堕とされるのに合わせて、宗幹が帝から王に格下げされると、その子女たちも自動的に位階が下げられ、妻も永平県主へと降格してしまう。徒単貞も儀同三司から特進に降格、猛安も奪われるなど落ち目になっていった。
大定22年（1182年）11月丙子、熙宗殺害の責を問われ、妻と2人の男子と共に処刑されてしまう。年を跨いだ数カ月後には大興国も処刑され、熙宗殺害に関わった者たちはみな、非命に倒れることになった。
章宗が即位すると、母方の祖父母にあたることから名誉が回復され、徒単貞は太尉・梁国公、祖父の徒単抄は司空・魯国公、父の婆盧火は司徒・斉国公に追封された。妻は梁国夫人、息子たちは鎮国上将軍となった。さらに徒単貞は太師・広平郡王と荘簡の諡が贈られ、妻は梁国公主を追贈された。

## 伝記資料
- 『金史』巻132 列伝第70
- 『金史』巻8 本紀8 世宗下